# Christoph Blocher
Christoph Blocher (ur. 11 października 1940) – szwajcarski polityk i przemysłowiec, członek Szwajcarskiej Rady Federalnej od 1 stycznia 2004 do 31 grudnia 2007. Wiceprzewodniczący Szwajcarskiej Partii Ludowej.

## Edukacja
Blocher urodził się w Szafuzie. Studiował prawo na Uniwersytecie w Zurychu, a następnie w Montpellier we Francji. W 1971 uzyskał tytuł doktora prawoznawstwa.

## Kariera polityczna

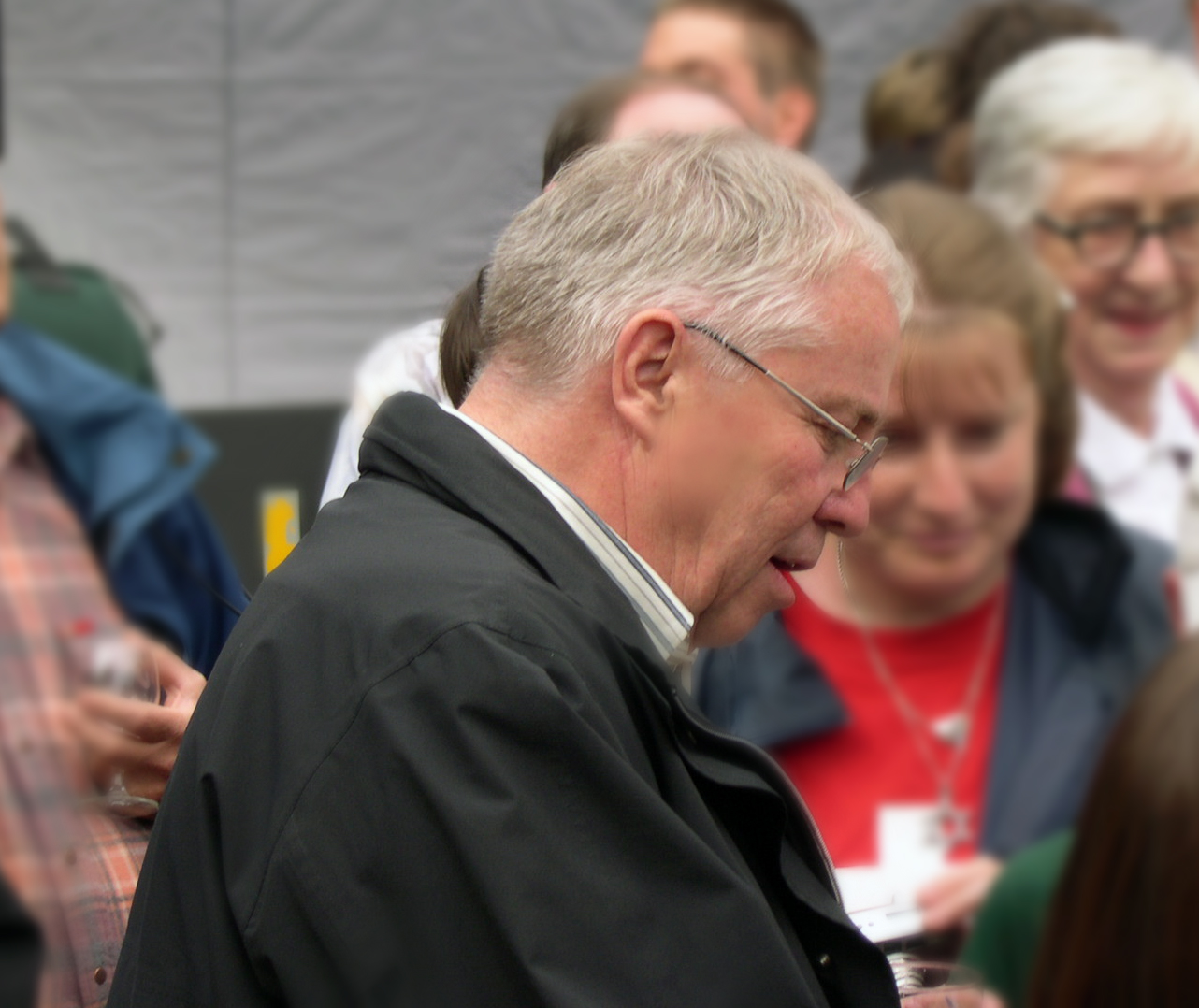
Christoph Blocher

Blocher prowadził działalność biznesową i jako przedsiębiorca zdobył majątek na działalności w przemyśle chemicznym. Następnie zaangażował się w życie polityczne. Od 1980 do 2003 reprezentował kanton Zurych w Radzie Narodowej jako deputowany Szwajcarskiej Partii Ludowej (SVP/UDC).
Blocher zbudował swą polityczną karierę na hasłach ekonomii wolnorynkowej. Sprzeciwiał się członkostwu Szwajcarii w Unii Europejskiej, był zwolennikiem ograniczania imigracji. W latach 1986–2003 przewodził również Akcji na rzecz Niezależności i Neutralności Szwajcarii, organizacji społecznej opowiadającej za zachowaniem neutralnej polityki kraju w stosunkach międzynarodowych.

## Członek Rady Związkowej
W wyborach parlamentarnych 19 października 2003 Szwajcarska Partia Ludowa (SVP) zdobyła najwięcej (55) mandatów w Radzie Narodowej. Z tego powodu zaczęła się domagać dla siebie drugiegio miejsca w Radzie Związkowej. W rezultacie Christian Blocher został 13 grudnia 2003 wybrany w skład Rady Federalnej. Zastąpił na tym stanowisku Ruth Metzler-Arnold z Chrześcijańsko-Demokratycznej Partii Ludowej Szwajcarii. W trzeciej rundzie głosowania Blocher pokonał ją stosunkiem głosów 121 do 116. Wybór Blochera odbił się szerokim echem w krajowych i zagranicznych mediach i spowodował protesty szwajcarskiej lewicy.

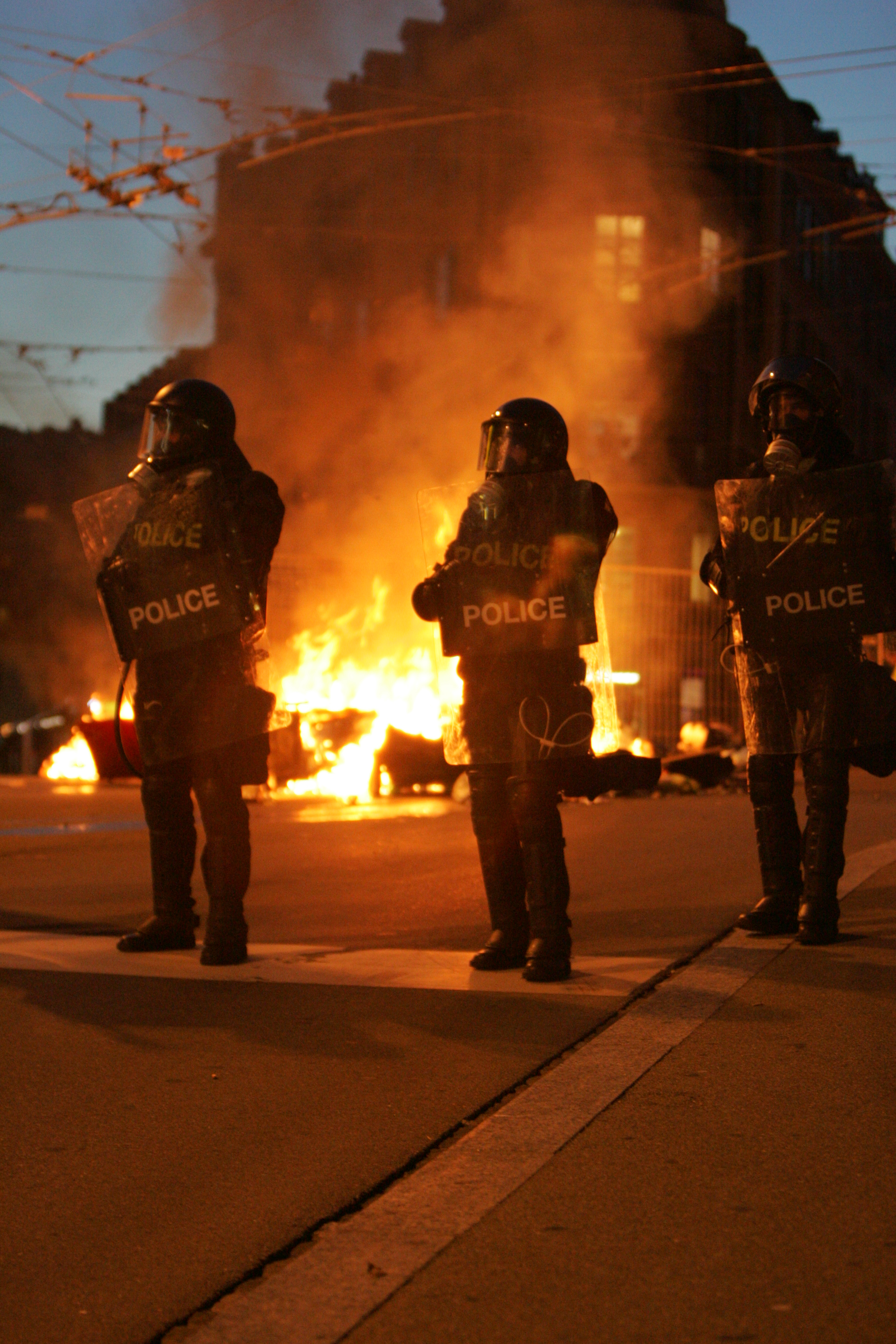
Zamieszki w Lozannie, 18 września 2007.

1 stycznia 2004 Blocher objął w Radzie Związkowej Departament Sprawiedliwości i Policji. W czasie pełnienia przez niego urzędu, poprzez swoje wypowiedzi i działalność wywołał kilkakrotnie ogólnonarodowe kontrowersje. W styczniu 2006 określił dwóch Albańczyków, ubiegających się w Szwajcarii o azyl, jako kryminalistów, chociaż na mężczyznach nie ciążył żaden wyrok sądowy. Został za swoją wypowiedź ukarany reprymendą komisji Rady Narodowej. We wrześniu 2007 komisja parlamentarna zarzuciła natomiast Blocherowi nadużycie zajmowanego stanowiska w celu odwołania szefa prokuratury rok wcześniej.
W wyborach parlamentarnych 21 października Szwajcarska Partia Ludowa odniosła drugie zwycięstwo z rzędu, zdobywając 29% głosów poparcia i 62 mandaty w 200-osobowej Radzie Narodowej. W czasie kampanii wyborczej SVP podkreślała w swoim programie akcenty narodowe, czy wręcz nacjonalistyczne, czego najbardziej znanym przejawem wydawał się być plakat wyborczy przedstawiający trzy białe owce na tle szwajcarskiej flagi oraz czwartą, czarną, będącą wykopywaną na ubocze. We wrześniu 2007 doszło nawet w Lozannie do protestów przeciwników Blochera, które przerodziły się w zamieszki z policją.
W wyborach do Szwajcarskiej Rady Związkowej 12 grudnia 2007 Christoph Blocher nie uzyskał wymaganej większości głosów do utrzymania swojego mandatu. W jego miejsce została wybrana Eveline Widmer-Schlumpf, bardziej umiarkowana członkini Szwajcarskiej Partii Ludowej, która potwierdziła objęcie mandatu 13 grudnia 2007. W rezultacie Blocher ogłosił wykluczenie Widmer-Schlumpf oraz Samuela Schmida z klubu parlamentarnego SVP i przejście jego partii do opozycji.

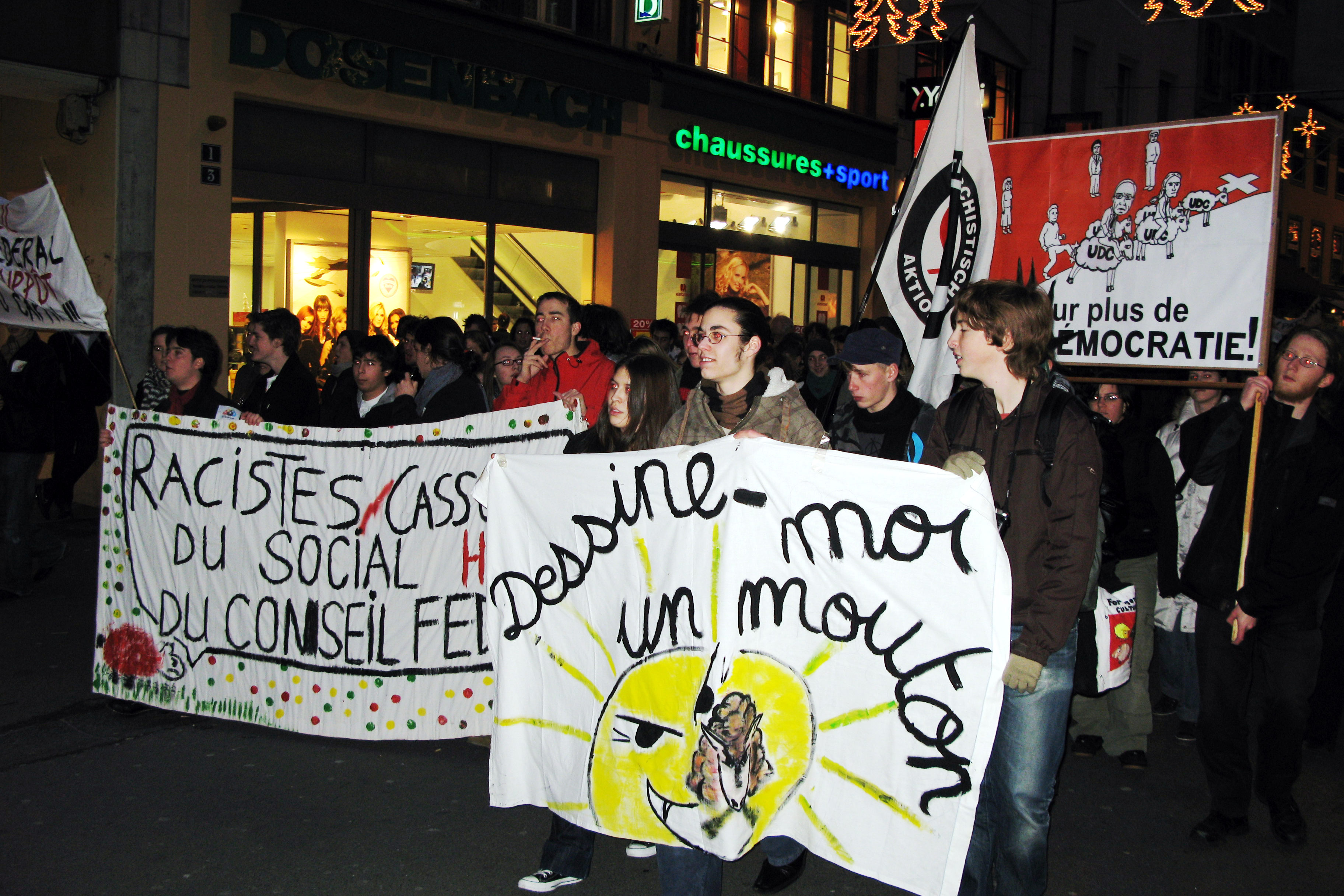
Demonstracja wzywająca do usunięcia Blochera z Rady Związkowej, Lozanna, 8 grudnia 2007.

Po rezygnacji ze stanowiska przez Samuela Schmida, Blocher postanowił po raz kolejny ubiegać się o miejsce w Szwajcarskiej Radzie Związkowej. 27 listopada 2008 Szwajcarska Partia Ludowa mianowała Blochera oraz Uelego Maurera swoimi kandydatami w wyborach do Rady Związkowej. 10 grudnia 2008 w trzeciej rundzie głosowania parlament większością zaledwie jednego głosu wybrał Maurera nowym członkiem Szwajcarskiej Rady Związkowej oraz ministrem obrony. Christoph Blocher odpadł z rywalizacji już w pierwszej rundzie głosowania.